# 13. srbska brigada (NOVJ)
13. srbska brigada (srbohrvaško 13. srpska brigada) je bila brigada v sestavi Narodnoosvobodilne vojske in partizanskih odredov Jugoslavije in ki je delovala med drugo svetovno vojno na področju Kraljevine Jugoslavije.

## Organizacija
- štab
- štirje bataljoni